# Strażnica WOP Łeba
Strażnica w Łebie:
1. podstawowy pododdział graniczny Wojsk Ochrony Pogranicza pełniący służbę ochronną na granicy morskiej.
2. graniczna jednostka organizacyjna polskiej straży granicznej realizująca zadania bezpośrednio w ochronie granicy państwowej.

## Formowanie i zmiany organizacyjne
Strażnica została sformowana w 1945  w strukturze 18 komendy odcinka Słupsk jako 90 strażnica WOP (Łeba) o stanie 56 żołnierzy. Kierownictwo strażnicy stanowili: komendant strażnicy, zastępca komendanta do spraw polityczno-wychowawczych i zastępca do spraw zwiadu. Strażnica składała się z dwóch drużyn strzeleckich, drużyny fizylierów, drużyny łączności i gospodarczej. Etat przewidywał także instruktora do tresury psów służbowych oraz instruktora sanitarnego. Sformowane strażnice morskiego oddziału OP nie przystąpiły bezpośrednio do objęcia ochrony granicy morskiej. Odcinek dawnej granicy polsko-niemieckiej sprzed 1939  od Piaśnicy, aż do lewego styku z 4 Oddziałem OP ochraniany był przez radziecką straż graniczną wydzieloną ze składu wojsk marszałka Rokossowskiego. Pozostały odcinek granicy od rzeki Piaśnica, aż po granicę z ZSRR zabezpieczała Morska Milicja Obywatelska.
Z dniem 2.04.47 strażnica została przekazana do Gdańskiego oddziału WOP nr 12 i weszła w skład 19 komendy odcinka.
Od 15 marca 1954 wprowadzono nową numerację strażnic. Strażnica WOP Łeba I kategorii otrzymała numer 87. 
W1956  rozpoczęto numerować strażnice w systemie brygadowym. Strażnica Łeba otrzymała numer 14. 
Później miała nr 3.
W 1964  strażnica WOP nr 4 Łeba uzyskała status strażnicy lądowej i zaliczona została do III kategorii.
15 sierpnia 1964  Graniczna Placówka Kontrolna Łeba oraz strażnice WOP: Łeba, Karwia, Biała Góra wraz z odcinkami przekazano do Kaszubskiej Brygady WOP.
W 1976, w wyniku zmian organizacyjnych w Wojskach Ochrony Pogranicza, podporządkowano z Kaszubskiej Brygady WOP w Gdańsku Bałtyckiej Brygadzie WOP w Koszalinie: GPK w Łebie, strażnicę WOP w Łebie i batalion WOP Lębork.
Straż Graniczna:
Po rozwiązaniu w 1991  Wojsk Ochrony Pogranicza, strażnica Łeba weszła w podporządkowanie Bałtyckiego Oddziału Straży Granicznej.
Z dniem 2 stycznia 2003  na bazie strażnicy utworzono Graniczną Placówkę Kontrolną w Łebie.

## Ochrona granicy
Dopiero w kwietniu 1946  strażnica zaczęła przyjmować pod ochronę wybrzeże morskie. W czerwcu pełniła służbę na swoim odcinku.

## Strażnice sąsiednie
- 89 strażnica WOP Rowy ⇔ 91 strażnica WOP Jackowo – 1946.

## Komendanci/dowódcy strażnicy
- ppor. Józef Kamiński (był 10.1946)[d]

Komendanci strażnicy SG:
- mjr SG Marek Lacher (1981-?)[17]
- mjr SG Dariusz Łoszak (był w 2002)[18].